# 11/11/11
11/11/11 is een Amerikaanse film uit 2011 van The Asylum met Jon Briddell. 11/11/11 is als mockbuster gemaakt met een laag budget met de intentie om mee te liften op het succes van de film 11-11-11.

## Verhaal
Nadat de Vales familie in hun nieuwe huis is getrokken, houden de buren direct een oogje in het zeil. Jack en Melissa Vales, merken al snel dat hun zoon, Nat, steeds vreemder gedrag vertoont.
Telkens wanneer er iemand begint te vertellen wat er eigenlijk met het huis aan de hand is, worden ze niet veel later dood aangetroffen. Als Melissa zwanger raakt en niet meer voor haar zelf kan zorgen, huurt Jack een nanny.
Als Melissa's toestand verslechtert, begint Nats gedrag steeds gewelddadiger te worden. Jack begint te vermoeden dat zijn nieuwsgierige buren niet geheel onschuldig zijn en wellicht zelfs gevaarlijk. Terwijl de verjaardag van zijn zoon (11 november 2011) nadert, begint Jack te vrezen voor de veiligheid van zijn familie, zich niet realiserend dat een satanische sekte gelooft dat zijn zoon de zoon van de duivel is.

## Rolverdeling
| Acteur               | Personage          |
| -------------------- | ------------------ |
| Jon Briddell         | Jack Vales         |
| Erin Coker           | Melissa Vales      |
| Hayden Byerly        | Nathan 'Nat' Vales |
| Tracy Pulliam        | Janice Karpinsky   |
| Madonna Magee        | Annie              |
| David Bertolami      | Chris Demms        |
| Rebecca Sigl         | Sarah Blight       |
| Lauren Dobbins Webb  | Rhonda             |
| Aurelia Scheppers    | Denise             |
| Kari Nissena         | Sofie              |
| Nicholas S. Williams | Mick               |
| Kiff Scholl          | Brian Miles        |
| Melissa Wintringham  | Marie              |
| Raymond Gaston       | Kahlid Othman      |
| Scott McKinley       | Dr. James Bolger   |